# جورج إم. لوتون
جورج إم. لوتون (بالإنجليزية: George M. Lawton)‏ هو لاعب كرة قدم أمريكية أمريكي، ولد في 3 أغسطس 1886 في Ridgetown ‏ في كندا، وتوفي في 30 سبتمبر 1941 في بلدة سكيو في الولايات المتحدة.